# Amthof 13 (Alsfeld)

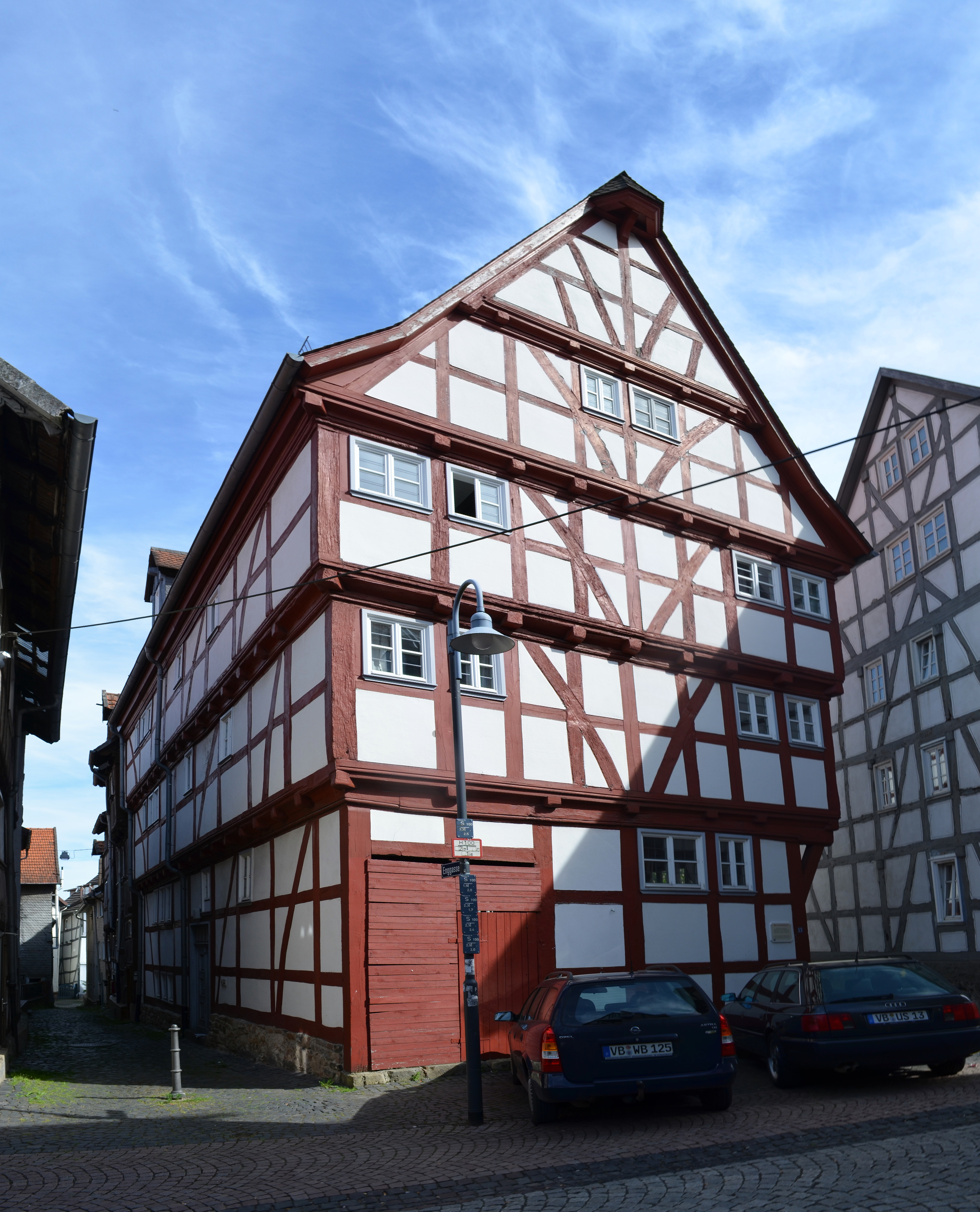
Haus Amthof 13 in Alsfeld

Das Gebäude Amthof 13 in Alsfeld, einer Stadt im Vogelsbergkreis in Hessen, wurde nach dem Jahr 1516 errichtet. Das Fachwerkhaus an der Ecke zur Enggasse ist ein geschütztes Kulturdenkmal.
Der dreigeschossige Rähmbau hatte ursprünglich im Erdgeschoss eine niedrige Halle und darüber zwei Wohngeschosse. Die Halle wurde in der ersten Hälfte des 19. Jahrhunderts umgebaut. 
Die Geschossüberstände sind mit Füllbrettern versehen und die schmucklosen Balkenköpfe ragen kräftig aus der Wand hervor. An den Bundständern der Obergeschosse finden sich sogenannte Alsfelder Streben (Eckstreben, die von der Schwelle bis zum Rähm reichen, ohne dass der Eckpfosten berührt wird).